# Graomys edithae
Graomys edithae és una espècie de mamífer rosegador de la família dels cricètids. És endèmic de la província argentina de Catamarca, on viu a altituds d'aproximadament 3.000 msnm. El seu hàbitat natural són els herbassars d'altiplà. Es desconeix si hi ha cap amenaça significativa per a la supervivència d'aquesta espècie.
Es desconeix qui és l'Edith en honor de qui fou anomenada l'espècie.